# 立基工程控股
立基工程控股有限公司，簡稱立基工程控股（英語：Lap Kei Engineering (Holdings) Limited，港交所：1690），在1997年，由黃鏡光（主席）於香港（總部）成立「立基冷氣工程有限公司」。
業務在香港經營屋宇設備工程，主要有關於(i)機械通風及空調系統；(ii)電力系統；(iii)供水及排水系統；及(iv)消防系統之供應、安裝及維修。
股份在2015年9月25日於港交所創業板上市，當時代碼為8369.HK。配售價格為0.25港元，股份數目為3.2億股，集資額為3160萬港元。
而在上市首天，股份則收盤報5港元，漲幅達至1900%，較配售價格高出20倍，而在半天曾最高14.88港元。
但到了2015年9月29日，該股份曾最高至8.15港元，漲幅達至63%，而最後收盤報0.255港元，跌幅達至94.9%，該股份透過港交所通告指出：「已注意到近日本公司股份價格下跌及成交量上升。於相關情況下就本公司作出合理查詢後，董事會確認並不知悉任何理由導致該等股價及成交量之變動，或任何資料須予公佈以避免本公司證券出現虛假市場，或根據香港法例第571章證券及期貨條例第 XIVA 部須予披露的任何內幕消息。」同時也沒收到相關錯盤交易報告。
2018年2月12日轉往主板上市。

## 外部連結
- lapkeieng.com （页面存档备份，存于）